# ال‌جی شکلات وی‌ایکس۸۵۶۰
ال‌جی شکلات وی‌ایکس۸۵۶۰ (به انگلیسی: LG Chocolate (VX8560))، یک‌نمونه از گوشی‌های تلفن همراه سری وریزون مدل‌های سی‌دی‌ام‌آ (به انگلیسی: Verizon CDMA Models (VX)) شرکت ال‌جی الکترونیکس می‌باشد که توسط همین شرکت به بازار عرضه شده‌است.